# Eduardo Cornejo
Eduardo Alejandro Cornejo Lagos (Santiago de Chile, 12 de enero de 1972), es un administrador público y político chileno. Ejerce actualmente como diputado por el  Distrito n.º 16, Región de O'Higgins, para el período 2022 al 2026.
Fue concejal por Pumanque y San Fernando, gobernador de la provincia de Colchagua en el primer gobierno del Presidente Sebastián Piñera Echenique y Administrador Regional de la región del Libertador General Bernardo O’Higgins.

## Primeros años de vida
Es hijo de Gonzalo Gabriel Cornejo Castro y de Gladys Inés Lagos Romero. Realizó sus estudios básicos en la Escuela F-371 en la comuna de Pumanque. Sus estudios secundarios los realizó en el Liceo Víctor Jara de Peralillo hasta tercero medio.
En 1990 se incorporó al Ejército de Chile, donde alcanzó el grado de cabo segundo en el Regimiento Reforzado Caupolicán de Porvenir, provincia de Tierra del Fuego. Finalizó su enseñanza media en 1999 en la Fundación Duoc de Santiago de Chile. Estudió administración pública en la Universidad Alberto Hurtado. 
Estuvo casado con María Dolores Brito Galaz, actualmente divorciados, y tienen dos hijos.

## Vida pública
Fue elegido concejal de la comuna de Pumanque para el período 2004 a 2008. Entre 2010 y 2012 fue Gobernador de la provincia de Colchagua. Fue elegido concejal para el periodo 2012 a 2016 en la comuna de San Fernando. Luego durante 2018 y 2019 fue jefe regional de SUBDERE en la región del Libertador General Bernardo O’Higgins.  
Entre 2019 y 2021 fue Administrador Regional de la región de O’Higgins.
En la elección parlamentaria de 2021 resultó electo diputado para el período 2022 - 2026, representando al 16° distrito, compuesto por las comunas de San Fernando, San Vicente, Peumo, Las Cabras, Pichidegua, Chimbarongo, Placilla, Nancagua, Chepica, Santa Cruz, Lolol, Palmilla, Peralillo, Pumanque, Marchigüe, Litueche, La Estrella, Navidad, Paredones y Pichilemu. 

## Historia electoral

### Elecciones municipales de 2004
- Elecciones a Concejales de 2004, para Pumanque[7]

| Candidato                    | Pacto | Partido      | Votos | %     | Resultado |
| ---------------------------- | ----- | ------------ | ----- | ----- | --------- |
| Ernesto Hevia Pavez          |       | PCCH         | 9     | 0,39  |           |
| María Cecilia Núñez Huerta   |       | Ind. Lista A | 24    | 1,04  |           |
| Denis Tom Montalva           |       | RN           | 284   | 12,26 | Concejal  |
| Rogelio Jorquera González    |       | RN           | 214   | 9,24  | Concejal  |
| Francisco Maldonado Verdugo  |       | RN           | 131   | 5,65  | Concejal  |
| Eduardo Cornejo Lagos        |       | UDI          | 265   | 11,44 | Concejal  |
| Alfonso Castro Moraga        |       | UDI          | 27    | 1,17  |           |
| Santiago Baeza Pincheira     |       | UDI          | 177   | 7,64  |           |
| Luis Felipe Marambio Quiroga |       | PDC          | 166   | 7,16  | Concejal  |
| Emilio Soto Cornejo          |       | PDC          | 190   | 8,20  | Concejal  |
| William Jorquera Reyes       |       | Ind. Lista C | 159   | 6,86  |           |
| Orlando Lorca Donoso         |       | PRSD         | 105   | 4,53  | Concejal  |
| Leonel Brito González        |       | PPD          | 166   | 7,16  | Concejal  |
| Walter Núñez Oyarzún         |       | PS           | 108   | 4,66  |           |
| Manuel Andrés Cabrera Galaz  |       | Ind.         | 191   | 8,24  |           |
| José Bustos Romero           |       | Ind.         | 29    | 1,25  |           |
| Juana Rebolledo Palominos    |       | Ind.         | 72    | 3,11  |           |

### Elecciones municipales de 2012
- Elecciones a Concejales de 2012, para San Fernando[8]

| Candidato                        | Pacto                        | Partido      | Votos | %     | Resultado |
| -------------------------------- | ---------------------------- | ------------ | ----- | ----- | --------- |
| Karol Muñoz Pérez                | Regionalista e Independiente | PRI          | 2.133 | 56,58 | Concejal  |
| Sonia Urzúa Arenas               | Regionalista e Independiente | PRI          | 349   | 9,26  |           |
| Susana Magaly Mejías Aliaga      | Regionalista e Independiente | PRI          | 218   | 5,78  |           |
| Juan Bastías González            | Regionalista e Independiente | PRI          | 459   | 12,18 |           |
| Pedro Pablo Lizana Caro          | Regionalista e Independiente | PRI          | 502   | 13,32 |           |
| Verónica López Salazar           | Regionalista e Independiente | ILB          | 109   | 2,89  |           |
| Víctor Alexander Lisboa Poblete  | El Cambio por Ti             | PRO          | 249   | 24,17 |           |
| Archivaldo Morales Flores        | El Cambio por Ti             | PRO          | 197   | 19,13 |           |
| Ricardo Valdés Ramírez           | El Cambio por Ti             | PRO          | 250   | 24,27 |           |
| Mireya Fabiola Cantillana Yáñez  | El Cambio por Ti             | Ind. Lista C | 166   | 16,12 |           |
| Humberto Espinosa Pulgar         | El Cambio por Ti             | Ind. Lista C | 168   | 16,31 |           |
| Luis Hernán Flores Peñaloza      | Por un Chile justo           | PCCH         | 499   | 11,54 |           |
| Pedro Pablo Valenzuela Escobar   | Por un Chile justo           | Ind. Lista E | 234   | 5,41  |           |
| Paula Ramírez Cruz               | Por un Chile justo           | Ind. Lista E | 108   | 2,50  |           |
| Luis Osvaldo Maturana Maturana   | Por un Chile justo           | Ind. Lista E | 208   | 0,73  |           |
| Gabriel Bilbao Salinas           | Por un Chile justo           | PRSD         | 1.401 | 32,39 | Concejal  |
| Rodrigo Hernán Valderrama Toledo | Por un Chile justo           | Ind. Lista E | 1.101 | 25,46 |           |
| Mario González Maturana          | Concertación Democrática     | PS           | 2.780 | 38,12 | Concejal  |
| Robert Patricio Arias Solís      | Concertación Democrática     | PS           | 456   | 6,25  |           |
| Enrique Díaz Quiroz              | Concertación Progresista     | Ind. Lista F | 1.616 | 22,16 |           |
| Carlos Javier Urzúa Morales      | Concertación Progresista     | PDC          | 1.273 | 17,46 | Concejal  |
| Ítalo Armando Pavéz Valenzuela   | Concertación Progresista     | PDC          | 755   | 10,35 |           |
| Costancia Mónica Muñoz Tobar     | Concertación Progresista     | Ind. Lista F | 413   | 5,66  |           |
| Héctor Aránguiz Zamorano         | Mas Humanos                  | PH           | 192   | 25,53 |           |
| Fiorina González Moya            | Mas Humanos                  | PH           | 80    | 10,64 |           |
| Marco Antonio Hernández Reyes    | Mas Humanos                  | PH           | 266   | 35,37 |           |
| Elizabeth Fuentes Díaz           | Mas Humanos                  | PH           | 117   | 15,56 |           |
| Pamela Carreño Duarte            | Mas Humanos                  | PH           | 55    | 7,31  |           |
| Lucia Guzmán Alfaro              | Mas Humanos                  | PH           | 42    | 5,59  |           |
| Eduardo Cornejo Lagos            | Coalición                    | UDI          | 1.604 | 20,12 | Concejal  |
| Felipe Rivadeneira Troncoso      | Coalición                    | UDI          | 789   | 9,90  |           |
| Fernando Maluenda Muñoz          | Coalición                    | UDI          | 474   | 5,95  |           |
| Osvaldo Maturana Correa          | Coalición                    | RN           | 1.099 | 13,79 |           |
| Oscar Andrés Jorquera Cifuentes  | Coalición                    | RN           | 906   | 11,36 |           |
| Pablo Silva Pérez                | Coalición                    | RN           | 3.100 | 38,89 | Concejal  |

### Elecciones de gobernador regional de 2021
- Elección de gobernador regional de 2021 para la gobernación de la Región de O'Higgins, Primera vuelta.

|  | 24,29 % |

|  | 22,23 % |

|  | 20,39 % |

|  | 19,03 % |

|  | 14,06 % |

|  | 90,73 % |

|  | 2,86 % |

|  | 6,41 % |

|  | 100 % |

|  | 47,37 % |

- Elección de gobernador regional de 2021 para la gobernación de la Región de O'Higgins, Segunda vuelta.

|  | 57,66 % |

|  | 42,34 % |

|  | 97,67 % |

|  | 1,13 % |

|  | 1,20 % |

|  | 100 % |

|  | 15,51 % |

### Elecciones parlamentarias de 2021
- Elecciones parlamentarias de 2021 a Diputados por el distrito 16 (Chimbarongo, Las Cabras, Peumo, Pichidegua, San Fernando, San Vicente, Chépica, La Estrella, Litueche, Lolol, Marchigüe, Nancagua, Navidad, Palmilla, Paredones, Peralillo, Pichilemu, Placilla, Pumanque y Santa Cruz)[9]

| Candidato                     | Pacto                          | Partido | Votos  | %    | Resultados |
| ----------------------------- | ------------------------------ | ------- | ------ | ---- | ---------- |
| Carla Morales Maldonado       | Chile Podemos Más              | RN      | 16 044 | 11.8 | Diputada   |
| Cosme Mellado Pino            | Nuevo Pacto Social             | PR      | 13 469 | 9.9  | Diputado   |
| Carolina Cucumides Calderón   | Nuevo Pacto Social             | Ind-PS  | 11 471 | 8.5  |            |
| Eduardo Cornejo Lagos         | Chile Podemos Más              | UDI     | 10 862 | 8.0  | Diputado   |
| Félix Bugueño Sotelo          | Apruebo Dignidad               | FRVS    | 9035   | 6.7  | Diputado   |
| Yasna Zavalla Morales         | Independiente (Fuera de Pacto) | Ind.    | 8316   | 6.1  |            |
| Juan de Dios Valdivieso Tagle | Chile Podemos Más              | RN      | 7929   | 5.9  |            |
| Julio Ibarra Maldonado        | Chile Podemos Más              | Ind-UDI | 3318   | 2.5  |            |